# Троицк (Абанский район)
Троицк — деревня в Абанском районе Красноярского края России. Входит в состав Никольского сельсовета.

## История
Деревня была основана в 1820 году. По данным 1929 года в Троицкой имелось 49 хозяйств и проживало 293 человека (в основном — русские); функционировала школа. Административно деревня являлась центром Троицкого сельсовета Абанского района Канского округа Сибирского края.

## География
Деревня находится в юго-западной части района, к северу от озера Мангорек, примерно в 13 километрах (по прямой) к северо-западу от посёлка Абан, административного центра района. Абсолютная высота — 249 метров над уровнем моря.

## Население
| 1926 | 1989 | 2002 | 2010 |
| ---- | ---- | ---- | ---- |
| 293  | ↘70  | ↘39  | ↘24  |

Гендерный состав
По данным Всероссийской переписи населения 2010 года 11 мужчин и 13 женщин из 24 чел.
Национальный состав
Согласно результатам переписи 2002 года, в национальной структуре населения русские составляли 87 %.

## Улицы
Уличная сеть деревни состоит из одной улицы (ул. Центральная).